# Jerry Orbach
Jerome Bernard „Jerry“ Orbach (* 20. Oktober 1935 in New York City; † 28. Dezember 2004 ebenda) war ein US-amerikanischer Schauspieler. Der zweifache Tony-Preisträger war ein populärer Darsteller des Musiktheaters am Broadway. Im Fernsehen spielte er die Rolle des Polizeiermittlers Lennie Briscoe in der Krimiserie Law & Order. Im deutschsprachigen Raum wurde er insbesondere bekannt durch seine Rolle als Vater der Hauptfigur ‚Baby‘ Houseman in dem Film Dirty Dancing.

## Leben
Orbach war Sohn einer Grußkartenherstellerin und Radiosängerin, sein Vater, ein jüdischer Einwanderer aus Hamburg, war Restaurantmanager und Vaudeville-Darsteller.
Sein Diplom erhielt Orbach an der Northwestern University. Er studierte bei Lee Strasberg und war Mitglied des Actors Studio. Orbach begann seine Karriere am Broadway, wo er in verschiedenen Musical-Produktionen auf sich aufmerksam machte. Er spielte die Rolle des El Gallo in The Fantasticks und gewann unter anderem zwei Tony Awards. Ferner trat er in den Musicals Chicago, 42nd Street, Carnival!, Guys and Dolls, Promises und The Cradle Will Rock auf.
Sein Kinofilmdebüt gab er Ende der 1950er Jahre, allerdings kam er danach selten über Nebenrollen hinaus. Er spielte unter den Regisseuren Sidney Lumet (Prince of the City), Ridley Scott (Der Mann im Hintergrund) und Woody Allen (Verbrechen und andere Kleinigkeiten). Seine größten Erfolge hatte Orbach in dem Film Dirty Dancing, in dem er den Vater von ‚Baby‘ Houseman spielte, sowie in Universal Soldier von Roland Emmerich und als Sprecher des Lumiere in dem Walt-Disney-Zeichentrickfilm Die Schöne und das Biest.
Bekannt wurde Orbach auch durch Fernsehrollen. Von 1987 bis 1988 spielte er in der Fernsehserie Harry McGraw die Hauptrolle des gleichnamigen Privatdetektivs. Die Serie war ein kurzlebiges Spin-off der Serie Mord ist ihr Hobby, in der die Figur des Harry McGraw schon zuvor aufgetreten war. Seine erfolgreichste Rolle war die des Detective Lennie Briscoe, die er von 1992 bis 2004 in der seit 1990 existierenden Krimiserie Law & Order spielte. Danach hatte er noch zwei Auftritte in der Serie Law & Order: Trial by Jury, in der er ebenfalls diese Rolle verkörperte.
Orbach wurde siebenmal mit einer Nominierung der Schauspielergewerkschaft für die beste Leistung in einem Fernsehserien-Ensemble geehrt, außerdem erhielt er drei Nominierungen für den Emmy. Anfang Dezember 2004 wurde bekannt, dass sich Orbach seit dem Frühjahr 2004 einer Behandlung wegen Prostatakrebs unterzog. Sein Agent Robert Malcolm äußerte sich dahingehend, dass Orbach bereits seit zehn Jahren an Krebs litt. Am 28. Dezember 2004 verstarb Jerry Orbach im Alter von 69 Jahren in seiner Geburtsstadt New York City.
Orbach war seit 1979 mit der Broadway-Tänzerin Elaine Cancilla (1940–2009) verheiratet und hat zwei Söhne aus einer früheren Ehe. Sein Sohn Chris Orbach trat im ersten Ableger von Law & Order, Law & Order: Special Victims Unit auf, in der er den Neffen von Jerry Orbachs Serienfigur Lennie Briscoe spielte.
Im September 2007 erhielt ein Straßenabschnitt der 53. Straße auf Höhe der 8. Avenue in Manhattan zu Ehren von Jerry Orbach den Zusatz Jerry Orbach Way. Im Juni 2007 wurde eines der Theater des Snapple Theatre Center in Jerry Orbach Theatre umbenannt.

## Filmografie (Auswahl)
- 1958: Polizistenhasser (Cop Hater)
- 1961: Der Tollwütige (Mad Dog Coll)
- 1963: Bye Bye Birdie
- 1965: Eine zuviel im Harem (John Goldfarb, Please Come Home!)
- 1971: Wo Gangster um die Ecke knallen (The Gang That Couldn’t Shoot Straight)
- 1975: Kojak (Fernsehserie, 1 Doppelfolge)
- 1977: Hexensabbat (The Sentinel)
- 1979: Buck Rogers (Episode Die Galaxis Rocker)
- 1980: Alex and the Doberman Gang
- 1981: Die Maulwürfe von Beverly Hills (Underground Aces)
- 1981: Prince of the City
- 1985: Zum Teufel mit den Kohlen (Brewster’s Millions)
- 1985–1991: Mord ist ihr Hobby (Murder, She Wrote; Fernsehserie, 6 Folgen)
- 1986: F/X – Tödliche Tricks (F/X)
- 1987: Dirty Dancing
- 1987: Flashpoint Mexico (Love Among Thieves)
- 1987–1988: Privatdetektiv Harry McGraw (The Law and Harry McGraw; Fernsehserie, 16 Folgen)
- 1989: Letzte Ausfahrt Brooklyn (Last Exit to Brooklyn)
- 1989: Perry Mason und der musikalische Mord (Perry Mason: The Case of the Musical Murder; Fernsehfilm)
- 1989: Verbrechen und andere Kleinigkeiten (Crimes and Misdemeanor)
- 1990: Mein Kumpel, der Kobold (A Gnome Named Gnorm)
- 1990: Golden Girls (Episode 5x22)
- 1991: Boy Soldiers
- 1991: Deadly Revenge – Das Brooklyn-Massaker (Out for Justice)
- 1991: Die Schöne und das Biest (Beauty and the Beast; Stimme)
- 1991–2004: Law & Order (Fernsehserie, 274 Folgen)
- 1992: Broadway Familie (Broadway Bound)
- 1992: Sag’s offen, Shirlee (Straight Talk)
- 1992: Universal Soldier
- 1999–2000: Law & Order: Special Victims Unit (Fernsehserie, 3 Folgen)
- 2000: Chinese Coffee
- 2005: Law & Order: Trial by Jury (Fernsehserie, 2 Folgen)

## Diskografie (Auswahl)
- 1963: Off Broadway (MGM Records)
- 1991: Something There (US: Gold)[2]
- 1991: Be Our Guest (UK: Silber, US: Gold)